# ریتسروو
ریتسروو (به آلمانی: Ritzerow) یک شهر در آلمان است که در مکلنبورگیشه زنپلاته واقع شده‌است. ریتسروو ۴۸۶ نفر جمعیت دارد.